# Weiherbach (Prim, Neufra)
Der Weiherbach ist ein etwa 3,7 km langer, östlicher und rechter Zufluss der Prim in Baden-Württemberg.

## Geographie

### Verlauf
Der  Weiherbach entspringt in mehreren Feuchtbiotopen um das Industriegebiet nördlich von Wellendingen auf einer Höhe von ca. 658 m ü. NHN. Von dort fließt er in südwestliche Richtung zwischen Industriegebiet und Wohnbebauung. Er unterquert die Rottweiler Straße (K 5545) und fließt parallel zur Straße durch ein bewaldetes Tal. In diesem Abschnitt nimmt er von Nordwesten und rechts den Türnenbach und den Rote-Steige-Bach auf, die beide weniger als anderthalb Kilometer lang sind. Kurz nach der Gemeindegrenze bei Neufra öffnet sich die Talaue und er fließt weiterhin parallel zur K 5545 durch landwirtschaftliche Flächen. Er unterquert die Weiherbachstraße, die Stuttgarter Straße sowie die B 14 und mündet direkt unterhalb der Bundesstraße von rechts und Nordosten auf einer Höhe von 575 m ü. NHN in die Prim.
Der etwa 3,7 km lange Lauf des Weiherbachs endet ungefähr 83 Höhenmeter unterhalb seiner Quelle, er hat somit ein mittleres Sohlgefälle von etwa 22 ‰.

### LUBW
Amtliche Online-Gewässerkarte mit passendem Ausschnitt und den hier benutzten Layern: Lauf und Einzugsgebiet des Weiherbachs

Allgemeiner Einstieg ohne Voreinstellungen und Layer: Daten- und Kartendienst der Landesanstalt für Umwelt Baden-Württemberg (LUBW) (Hinweise)
1. 1 2  Höhe ermittelt über WPS-Prozess (Geländehöhe).
2. ↑  Länge nach dem Layer Gewässernetz (AWGN).